# 1836 w literaturze
Wydarzenia literackie w 1836 roku.

## Nowe książki
- polskie
  - Konstanty Piotrowski – Poezye Konstantego Piotrowskiego (w niej m.in. pierwsze tłumaczenie sonetów Szekspira na język polski)
- zagraniczne
  - Honoré de Balzac – Lilia w dolinie
  - Charles Dickens – Klub Pickwicka (początek publikacji w odcinkach)
  - Alfred de Musset – Spowiedź dziecięcia wieku (La Confession d'un enfant du siècle)
  - Aleksander Puszkin – Córka kapitana

## Nowe poezje
- Karel Hynek Mácha, Maj
- France Prešeren, Chrzest nad Sawicą

## Nowe dramaty
- polskie
  - Zygmunt Krasiński – Irydion
- zagraniczne
  - Georg Büchner - Leonce i Lena (Leonce und Lena)

## Urodzili się
- 2 stycznia – Mendele Mojcher Sforim, żydowski pisarz (zm. 1917)
- 27 stycznia – Leopold von Sacher-Masoch, austriacki pisarz, nowelista i dramaturg (zm. 1895)
- 16 lutego – Bogdan Petriceicu Hasdeu, rumuński pisarz i filolog (zm. 1907)
- 23 czerwca – Anna Louisa Walker, kanadyjska i angielska poetka (zm. 1907)
- 28 czerwca – Emmanuel Roidis, grecki pisarz, publicysta i krytyk literacki (zm. 1904)
- 11 sierpnia – Sarah Morgan Bryan Piatt, amerykańska poetka (zm. 1919)
- 25 sierpnia – Bret Harte, pisarz amerykański (zm. 1902)
- 4 października – Juliette Adam, francuska pisarka (zm. 1936)
- 11 listopada – Thomas Bailey Aldrich, amerykański poeta i prozaik (zm. 1907)
- 18 listopada – W.S. Gilbert, angielski dramatopisarz i poeta (zm. 1911)

## Zmarli
- 9 marca – Antoine Louis Claude Destutt de Tracy, filozof francuski (ur. 1754)
- 7 kwietnia – William Godwin, angielski publicysta polityczny i myśliciel (ur. 1756)
- 20 sierpnia – Agnes Bulmer, poetka angielska (ur. 1775)
- 5 września – Ferdinand Raimund, austriacki aktor i dramaturg (ur. 1790)
- 12 września – Christian Dietrich Grabbe, niemiecki dramaturg (ur. 1801)
- 6 listopada – Karel Hynek Mácha, czeski poeta (ur. 1810)